# Теорема о свадьбах

Теорема о свадьбах

Теорема о свадьбах (также теорема о мальчиках и девочках, теорема Холла) —
утверждение о том, что в двудольном графе для любого натурального {\displaystyle k} любые {\displaystyle k} вершин одной из долей, где {\displaystyle k} не превышает числа вершин доли, связаны по крайней мере с {\displaystyle k} различными вершинами другой доли тогда и только тогда, когда граф разбивается на пары по первой доле.
Доказана в 1935 году Филиппом Холлом.

## О доказательствах
- Одно из доказательств следует немедленно из венгерского алгоритма для поиска максимального паросочетания в графе.

- Также теорема является следствием из теоремы Форда — Фалкерсона о разрезаниях транспортных сетей.

- Для случая регулярных графов степени {\displaystyle 2^{n}} теорема легко выводится из существования эйлерова цикла в каждой связной компоненте графа; на этой идее можно построить доказательство для всех регулярных графов.[2]

## Вариации и обобщения
- Из теоремы о свадьбах немедленно следует, что любой регулярный двудольный граф степени {\displaystyle r\geqslant 1} допускает совершенное паросочетание.

- Теорема обобщается на двудольные графы с бесконечным множеством вершин, при условии, что все вершины имеют конечную степень.

Пример бесконечного двудольного графа в котором не выполняется теорема о свадьбах

- Пример бесконечного двудольного графа, для которого теорема не верна — прямой цилиндрический стакан, который строится следующим образом: первая доля множества вершин — точки верхней окружности стакана и центр нижнего основания; вторая доля — точки окружности нижнего основания; рёбра графа — все радиусы нижнего основания и вертикальные отрезки боковой поверхности.

- теорема Татта о паросочетаниях — обобщение теоремы о свадьбах на случай произвольных конечных, но необязательно двудольных, графов.

- Теорема Кёнига — близкое утверждение, связывающее нахождение наибольшего паросочетания и наименьшего вершинного покрытия в конечных графах.